# Lucien Mathelin
Pour les articles homonymes, voir Mathelin.
 (février 2015).
Lucien Mathelin, né le 15 août 1905 à Binche en Belgique et mort le 8 décembre 1981 à Paris,, est un peintre français. Son œuvre, influencée par le surréalisme, est teintée d’ironie.

## Biographie
Lucien Mathelin est né dans une famille d’artistes et bénéficie dès l’enfance d’une formation artistique. Il réalise sa première huile sur toile à l’âge de 15 ans en 1920. En 1924, il expose au Salon d’Automne dont il deviendra sociétaire. Il ne fait pas d’études en arts plastiques, mais il voyage au Maroc (1925-1926) et en Grèce (1933-1934), où il enrichit sa palette. En 1937, Mathelin travaille un temps pour Raoul Dufy à la réalisation du gigantesque tableau de La Fée Électricité. 
Bien que ce peintre n'ait jamais fait partie du groupe des artistes surréalistes, sa fille, Marie, qualifiait son œuvre de « surréalisme trompe-l’œil ». Effectivement, nombre de ses toiles, réalisées selon la technique du trompe-l’œil, font référence à ce mouvement pictural. L’un de ses principaux tableaux, L’Atelier de Galanis, date de 1946. Démétrios Galanis, graveur, travaillait au 12 rue Cortot à Paris, là où se trouve actuellement le  musée de Montmartre. En 1971, les envois de Mathelin firent scandale lors d’une exposition de l’A.R.C. où il présentait la série des Monumensonges au musée d’art moderne de la ville de Paris. Puis vinrent les Détournements, puis les chats et les instruments agricoles, les objets de ferronnerie qu’il collectionnait et dont il recouvrait un mur de son atelier. Lucien Mathelin partageait son temps entre la  Villa des Arts, son atelier parisien et sa maison de Cotignac, dans le sud de la France, dont « il a peint, sculpté, collé, scié, raboté, repeint encore, les parcelles visibles et les matières présentes » dira Véronique Nahoum-Grappe (amie de Mathelin). Il s’échappait aussi dans sa maison de Hannaches, en Picardie. La famille recevait ses amis musiciens Arthur Honegger et Marcel Landowski.

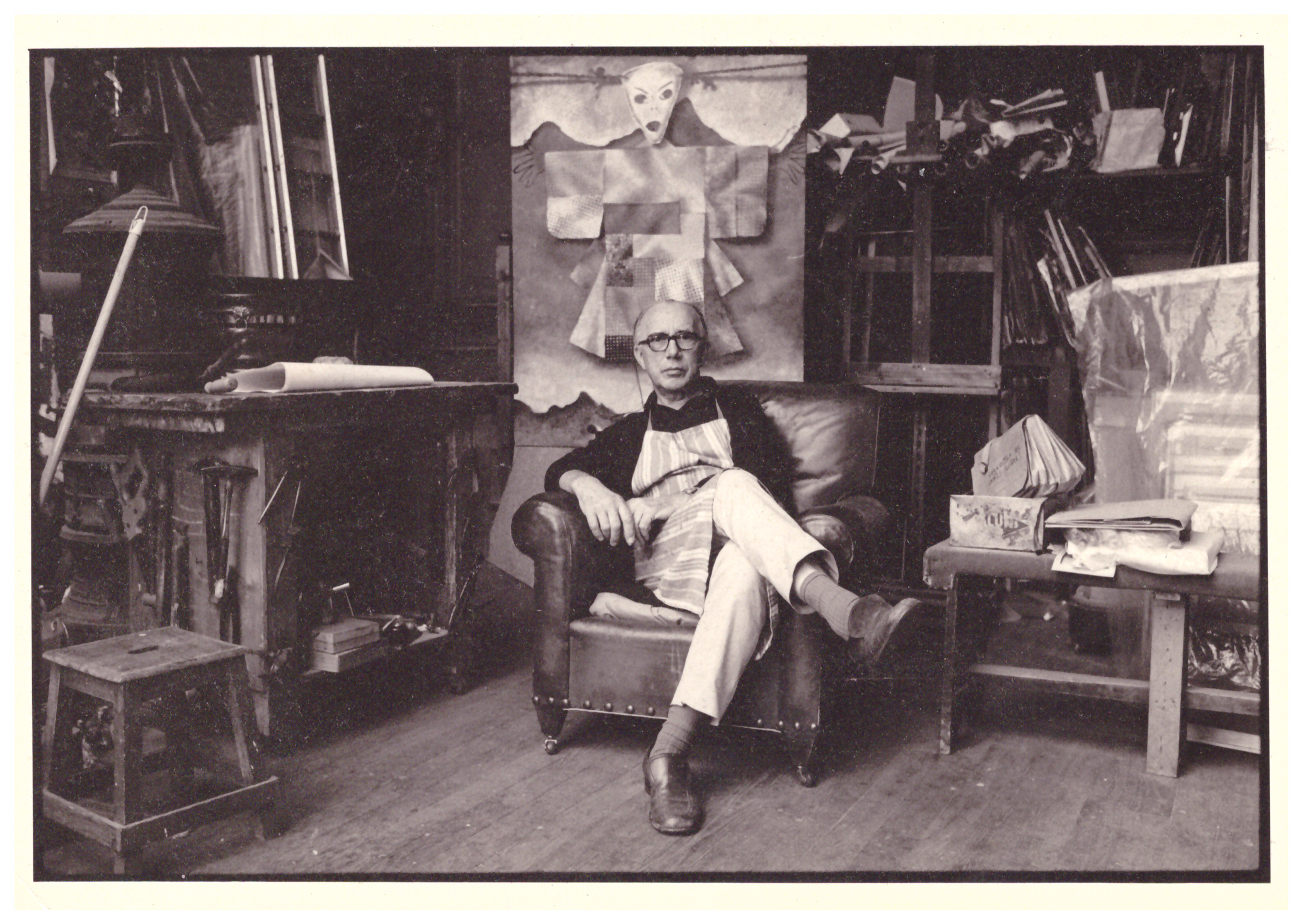
Le peintre dans son atelier de la Villa des Arts.

Mathelin apporte un grain de sable qui dérange en démentant les relations habituelles que nous avons aux objets et en dénonçant les faux rapports que nous entretenons avec les choses. L’humour est toujours présent dans sa peinture aux compositions pensées et raffinées, mises en valeur par une gamme chromatique aux couleurs fraîches et harmonieuses.[réf. nécessaire]

## Œuvres

### L’Atelier Galanis
Toile majeure de Mathelin, peinte en 1946, elle est donnée par son fils, Jean Mathelin, au musée de Montmartre à Paris. Le tableau représente l’intérieur de l’atelier du graveur Galanis. On y voit une accumulation d’objets hétéroclites (fauteuil, table, lunette astronomique ou de marine, cadran solaire, globe terrestre  harmonium, cadres vides…) et la presse à gravure ayant appartenu à Edgar Degas. Y figure aussi un lapin et, au premier plan à gauche, un personnage habillé en femme qui, d’après Jean Mathelin[réf. nécessaire], serait un autoportrait de son père que l’on peut aisément rapprocher de celui peint en 1925. La femme se tient debout et présente une sanguine, un nu féminin assis.

### LesMonumensonges
Monu-mensonges, Monument-songes… Ces toiles de Lucien Mathelin firent scandale lors d’une exposition de l’A.R.C. au musée d’art moderne de la ville de Paris en 1971. L’Arc de Triomphe est représenté sous la forme d’une cuisinière, et le drapeau français comme un torchon en train de sécher. Dans Les Invalides, le dôme est remplacé par une tête de mort. Les colonnes de La Bourse deviennent colonnes de pièces de monnaie et tremblent sous le poids de l’or. Dans Le Mendiant devant l’Élysée, le Palais se fait meule de gruyère attirant tous les regards, tandis qu’un mendiant reste à l’écart. Mathelin est censuré et soutenu par les exposants. Le musée fermera ses portes quatre jours. Lors de la Biennale de Paris de la même année, Mathelin connu un succès critique.

### LesDétournements, ouChefs-d’œuvre en péril
Avec cette série de toiles, Mathelin s’amuse à détourner certains classiques de la peinture de leurs représentations et de leurs sens. Il n’hésite pas à s’attaquer à la Joconde qui nous offre son sourire énigmatique, à la Vénus de Botticelli en nous la montrant sous la douche, à La Nature morte aux gaufrettes de Lubin Baugin en peignant une souris dans l’assiette, à mêler Goya et Piero di Cosimo sur la même toile. Le noir qui brouille les couleurs, éléments ternes et éléments colorés entrelacés comme pour dire l’âme sombre du peintre qui se tient droite grâce à l’humour, et dont la nature est de faire preuve de désobéissance[réf. nécessaire].

### LeBestiairede Mathelin
Chèvre, poule, âne, cheval… Lucien Mathelin s’attachait à peindre des animaux en assemblant des objets agricoles, objets d’artisan et du quotidien dont il était fervent amateur. Un mur de son atelier de la Villa des Arts en était couvert. Il en faisait également des portraits. Assemblages insolites sur la toile, poétiques, teintés d’humour comme il se doit chez Mathelin.

## Collections publiques
- Paris, musée national d'art moderne : Portrait-de-l’oiseau-qui-n’existe-pas[8]
- Paris, musée de Montmartre : Atelier Galanis, 1946, huile sur toile
- Dallas (États-Unis)
- Göteborg (Suède)

## Expositions

### Expositions particulières
- 18-30 avril 1925 : Galerie de l’Étoile, Paris
- 1933. Athènes, Grèce. Galerie André, Paris.
- 1946. Galerie Bailly, Lille.
- 1949. Galerie Vachon, Saint-Tropez
- 12-25 octobre 1957 : Galerie Weil, Paris[9].
- 17-31 mai 1960 : Galerie Weil, Paris[10].
- 1961. Galerie Weil, Paris. Galerie de la Proue, Rennes
- 3-26 mai 1965 : Galerie Marie L. André, Paris[11].
- 1965. Galerie Hébert, Grenoble
- 8-23 octobre 1965 : Galerie de la Proue, Rennes.
- Juillet-août 1966 : Galerie Mirages, Aix-en-Provence.
- 1966. Galerie Netzel. Worpswede (Allemagne)
- 1966. Galeria Marco Polo, Madrid
- 1967. Kuntsalon Fisher Bielefeld (Allemagne)
- 1968 à 1970. Galerie Recio, Paris
- 12-29 avril 1968 : Galerie Hebert, Grenoble.
- 1968. Galleria d’Arte il Punto Catania (Italie)
- 1968. Formes et Graphisme, Saint-Paul-de-Vence
- 1971. Galerie Isys Brachot, Bruxelles
- 1972. The Brod Gallery, Londres
- 1974. Tokyo. Osaka (Japon)
- 1975. « Monumensonges », Galerie de la Passerelle, Paris
- 1975. Galerie du Regard, Saint-Rémy-de-Provence
- 15 mars-22 avril 1976 : Détournements, Galerie de la passerelle Saint-Louis, Paris.
- 1978. Novotel, Lyon
- 1978. L’Estérel, Paris
- 1979. Galerie Christiane Vallée, Clermont-Ferrand
- 1980. Galerie Schemes, Lille.
- 1981. Galerie Kaganovitch, Paris
- 6-21 mai 1983 : Galerie Christiane Valle, Clermont-Ferrand[12].
- Hommage au Salon d’Automne de 1985.
- 23 juillet-6 août 2010 : Dessins de Cotignac à l'encre de Chine (1962-1981), Le cercle des arts, Cotignac.

À partir de 1981, la Galerie Pascal Gabert a représenté l’œuvre de Lucien Mathelin.

### Expositions collectives
- Salon Comparaison
- Salon de la Jeune Peinture
- Salon des Tuileries
- Musée d’art moderne de la ville de Paris (A.R.C.), 1971
- Biennale de Paris, 1971
- Salon de l’Imagerie
- Salon d’Été, Deauville
- Salon d’Automne (sociétaire) de 1978 à 1981
- Salon des Indépendants (sociétaire)
- Société Nationale des Beaux-Arts (sociétaire)
- Peintres Témoins de leur Temps, Paris, musée Galliera, de 1978 à 1981
- Petits formats de... Galerie Jean André.

### Expositions dans les Maisons de la culture
- 1972. Maison de la Culture de Villeparisis
- 1973. Dunkerque
- 1973. Calais
- 1975. Maison de la Culture du Havre
- 1975. L’Humour, Centre culturel de Montataire
- 1976. Centre culturel d’Aubervilliers